# Ochetostoma indosinense
Ochetostoma indosinense is een lepelworm uit de familie Thalassematidae.
De wetenschappelijke naam van de soort werd in 1939 gepubliceerd door Wesenberg-Lund.